# Gustavo Santaolalla
Gustavo Santaolalla (ur. 19 sierpnia 1951 w Buenos Aires) – argentyński muzyk, kompozytor muzyki filmowej.

## Życiorys
Pierwszy zespół muzyczny założył w wieku dziesięciu lat. Była to folkowa formacja "Arco Iris". Łączył w nim rytmy "The Beatles" z instrumentami południowoamerykańskimi (charango, quena) i nakładał na nie rytmy tańców latynoskich (chacarera, queka, samba, jarocho). W wieku osiemnastu lat przyłączył się do komuny joginów, gdzie przebywał przez sześć lat. Potem był wielokrotnie zatrzymywany w areszcie za zachowania aspołeczne w rozumieniu argentyńskich rządów wojskowych. W 1978 zbiegł do USA. W Los Angeles założył grupę "Wet Picnic" ocierającą się o stylistykę punkową, ale uwzględniającą rytmy latynoskie. W 1981 skomponował pierwszą ścieżkę dźwiękową dla filmu – dla Roberta Dornhelma (She Dances Alone). Na początku lat 90. XX wieku zwrócił uwagę na Meksyk, gdzie następowała liberalizacja polityczna i obyczajowa. Wyprodukował m.in. płytę "El Circo" zespołu Maldita, która stała się poważnym sukcesem rynkowym. W 1998 nagrał płytę "Ronroco", gdzie wykazał się wirtuozerstwem w grze na charango. W 2000 nagrał z sukcesem ścieżkę do filmu Amores perros w reżyserii Alejandro Gonzáleza Iñárritu, a potem współpracował z innymi cenionymi reżyserami (patrz w sekcji Filmografia).
Jest także liderem argentyńsko-urugwajskiego projektu muzycznego Bajofondo Tango Club (założony w 2000), który gra mieszankę tanga argentyńskiego i muzyki elektronicznej.
Pierwszy jego koncert w Polsce miał miejsce w 2006 w Szczecinie.

## Nagrody
Dwukrotny zdobywca Oscara (2006 za Tajemnica Brokeback Mountain oraz 2007 za Babel). W dorobku ma również Złoty Glob za pochodzącą z Tajemnicy Brokeback Mountains piosenkę A Love That Will Never Grow Old, a także nagrody BAFTA za muzykę do filmu Dzienniki motocyklowe oraz Babel.

## Wybrana filmografia
- 1981: She Dances Alone
- 1999: Informator (The Insider)
- 2000: Amores perros
- 2002: 11.09.01 (segment "Mexico")
- 2003: 21 gramów (21 Grams)
- 2004: Salinas grandes
- 2004: Dzienniki motocyklowe
- 2005: Tajemnica Brokeback Mountain
- 2005: Daleka północ (North Country)
- 2006: Babel
- 2013: The Last of Us – gra komputerowa
- 2013: Sierpień w hrabstwie Osage (August: Osage County)
- 2014: Dzikie historie (Relatos salvajes)
- 2018: Narcos: Meksyk (Narcos: Mexico)
- 2020: The Last of Us Part II[3]